# Badalona Dracs 2017
Questa voce raccoglie le informazioni riguardanti i Badalona Dracs nelle competizioni ufficiali della stagione 2017.

## Maschile

### LNFA Serie A 2017

#### Stagione regolare
| 15 gennaio 2017 | Barberá Rookies | 14 – 35 | Badalona Dracs |  |

| 22 gennaio 2017 | Badalona Dracs | 54 – 6 | Reus Imperials |  |

| 5 febbraio 2017 | Badalona Dracs | 26 – 7 | Murcia Cobras |  |

| 12 febbraio 2017 | Valencia Giants | 6 – 32 | Badalona Dracs |  |

| 25 febbraio 2017 | Valencia Firebats | 21 – 57 | Badalona Dracs |  |

| 5 marzo 2017, ore 16:30 | Badalona Dracs | 65 – 3 referto | Barberá Rookies |  |

| 25 marzo 2017, ore 17:00 | Murcia Cobras | 0 – 33 referto | Badalona Dracs |  |

| 1º aprile 2017, ore 19:00 | Reus Imperials | 48 – 32 referto | Badalona Dracs |  |

| 23 aprile 2017, ore 10:30 | Badalona Dracs | 52 – 0 referto | Valencia Giants |  |

| 7 maggio 2017, ore 11:00 | Badalona Dracs | 44 – 14 referto | Valencia Firebats |  |

#### Playoff
| 21 maggio 2017, ore 11:00 | Badalona Dracs | 21 – 13 referto | Murcia Cobras |  |

| Reus 3 giugno 2017, ore 18:00 | Badalona Dracs | 56 – 14 (7-0 21-7 21-7 7-0) referto | Reus Imperials | Campo de fútbol Reddis |

### BIG6 European Football League 2017

#### Stagione regolare
| Braunschweig 29 aprile 2017 | New Yorker Lions | 54 – 14 (20-0 24-0 10-7 0-7) | Badalona Dracs | Eintracht-Stadion (3200 spett.) |

| Santa Coloma de Gramenet 13 maggio 2017, ore 17:30 | Badalona Dracs | 19 – 47 (7-13 6-0 0-7 6-27) | Amsterdam Crusaders | Camp Municipal de Badalona Sud |

### XXII Copa de España

#### Fase a eliminazione diretta
| La Pobla de Farnals 25 novembre 2017, ore 18:00 | Badalona Dracs | 26 – 7 referto | Las Rozas Black Demons | Polideportivo Batiste Subies |

### Statistiche di squadra
| Competizione           | %Vittorie | In casa | In casa | In casa | In casa | In casa | In casa | In trasferta | In trasferta | In trasferta | In trasferta | In trasferta | In trasferta | Totale | Totale | Totale | Totale | Totale | Totale |
| Competizione           | %Vittorie | G       | V       | N       | P       | Pf      | Ps      | G            | V            | N            | P            | Pf           | Ps           | G      | V      | N      | P      | Pf     | Ps     |
| ---------------------- | --------- | ------- | ------- | ------- | ------- | ------- | ------- | ------------ | ------------ | ------------ | ------------ | ------------ | ------------ | ------ | ------ | ------ | ------ | ------ | ------ |
| LNFA Stagione regolare | .900      | 5       | 5       | 0       | 0       | 241     | 30      | 5            | 4            | 0            | 1            | 189          | 89           | 10     | 9      | 0      | 1      | 430    | 119    |
| LNFA Playoff           | 1.000     | 2       | 2       | 0       | 0       | 77      | 27      | 0            | 0            | 0            | 0            | 0            | 0            | 2      | 2      | 0      | 0      | 77     | 27     |
| Coppa                  | 1.000     | 1       | 1       | 0       | 0       | 26      | 7       | 0            | 0            | 0            | 0            | 0            | 0            | 1      | 1      | 0      | 0      | 26     | 7      |
| BIG6                   | .000      | 1       | 0       | 0       | 1       | 19      | 47      | 1            | 0            | 0            | 1            | 14           | 54           | 2      | 0      | 0      | 2      | 33     | 101    |
| Totale                 | .800      | 9       | 8       | 0       | 1       | 363     | 111     | 6            | 4            | 0            | 2            | 203          | 143          | 15     | 12     | 0      | 3      | 566    | 254    |

## Femminile

### LNFA Femenina 2017

#### Stagione regolare
| 14 gennaio 2017, ore 16:00 | Barberá Rookies | 76 – 0 referto | Badalona Dracs |  |

| 22 gennaio 2017, ore 15:00 | Terrassa Reds | 14 – 0 referto | Badalona Dracs |  |

| 5 febbraio 2017, ore 15:00 | Badalona Dracs | 0 – 20 referto | L'Hospitalet Pioners |  |

| 26 febbraio 2017, ore 12:30 | Barcelona Búfals | 12 – 0 referto | Badalona Dracs |  |

| 5 marzo 2017, ore 19:30 | Badalona Dracs | 0 – 52 referto | Barberá Rookies |  |

| 26 marzo 2017, ore 12:00 | Badalona Dracs | 0 – 50 referto | Terrassa Reds |  |

| 29 aprile 2017, ore 11:00 | L'Hospitalet Pioners | 44 – 0 referto | Badalona Dracs |  |

| 7 maggio 2017, ore 15:00 | Badalona Dracs | 4 – 20 referto | Barcelona Búfals |  |

### Statistiche di squadra
| Competizione            | %Vittorie | In casa | In casa | In casa | In casa | In casa | In casa | In trasferta | In trasferta | In trasferta | In trasferta | In trasferta | In trasferta | Totale | Totale | Totale | Totale | Totale | Totale |
| Competizione            | %Vittorie | G       | V       | N       | P       | Pf      | Ps      | G            | V            | N            | P            | Pf           | Ps           | G      | V      | N      | P      | Pf     | Ps     |
| ----------------------- | --------- | ------- | ------- | ------- | ------- | ------- | ------- | ------------ | ------------ | ------------ | ------------ | ------------ | ------------ | ------ | ------ | ------ | ------ | ------ | ------ |
| LNFAF Stagione regolare | .000      | 4       | 0       | 0       | 4       | 4       | 142     | 4            | 0            | 0            | 4            | 0            | 146          | 8      | 0      | 0      | 8      | 4      | 288    |
| Totale                  | .000      | 4       | 0       | 0       | 4       | 4       | 142     | 4            | 0            | 0            | 4            | 0            | 146          | 8      | 0      | 0      | 8      | 4      | 288    |